# Lobonemoides
Lobonemoides is een geslacht van neteldieren uit de familie van de Lobonematidae.

## Soorten
- Lobonemoides robustus Stiasny, 1920
- Lobonemoides sewelli Rao, 1931